# 794 Irenaea
794 Irenaea
794 Irenaea là một tiểu hành tinh ở vành đai chính. Nó được Johann Palisa phát hiện ngày 27.8.1914 ở Viên, và được đặt theo tên Irene, con gái của nhà thiên văn học Edmund Weiss.